# Brailly-Cornehotte
 Brailly-Cornehotte  es una población y comuna francesa, en la región de Picardía, departamento de Somme, en el distrito de Abbeville y cantón de Crécy-en-Ponthieu.

## Demografía
| 319 | 324 | 281 | 255 | 233 | 240 |
| Para los censos de 1962 a 1999 la población legal corresponde a la población sin duplicidades (Fuente: INSEE [Consultar]) |     |     |     |     |     |